# Homokinetický kloub

Ukázka činnosti jednoduchého šestikuličkového homokinetického kloubu

Homokinetický kloub (také stejnoběžný nebo sférický) je druh kloubu, který umožňuje přenos otáček mezi hřídeli v různém úhlu a při zachování konstantní úhlové rychlosti. Nejčastěji se používají na hnací přední nápravě, ale často se používají i u automobilů se zadním náhonem a nezávislým zavěšením.

## Historie

Kardanův kloub

V 17. století byla Robertem Hookem objevena odchylka v úhlové rychlosti mezi hnací a hnanou hřídelí u kardanova kloubu. Tento jev způsobuje nežádoucí vibrace. Hooke také popsal základní řešení tohoto problému - složením dvou kardanových kloubů, vzájemně otočených o 90°, se odchylka úhlové rychlosti vyruší. Toto uspořádání, zvané dvojitý kardan, je nejjednodušší druh homokinetického kloubu.

## Tripoidní klouby
Tento typ kloubů se používá jako vnitřní klouby poloos, kvůli jejich vlastnostem - relativně malý úhel (většinou do 25°) a možnost lineárního pohybu v ose unašeče (většinou do 50 mm). Kloub se skládá z tříčepového těla s valivými kameny, který zapadá do unašeče s 3 drážkami.

## Zdvojený kardanův kloub

Zdvojený kardanův kloub

Tento druh homokinetického kloubu je v podstatě kardanový hřídel, u kterého je část mezi hřídeli zkrácená na minimum a zároveň mechanicky zajištěno, aby se oba kardanovy klouby ohýbaly o stejný úhel. Tyto klouby zvládají přenášet velké kroutící momenty pod vysokým úhlem, jejich nevýhodou je prostorová náročnost, proto se používají hlavně na předních nápravách nákladních automobilů, pro jeho jednoduchost lze toto uspořádání najít na předních nápravách rádiem řízených modelů.

## Kuličkový kloub
Kuličkový kloub, vynalezený Alfredem Rzeppou v roce 1926, je v současnosti nejpoužívanější typ homokinetického kloubu, hlavně pro kompaktní rozměry a velký úhel mezi hnacím a hnaným hřídelem (až 52°), typicky používaný u osobních automobilů na přední nápravě.